# Jimmy Bonneau
Jimmy Bonneau (né le 22 mars 1985 à Baie-Comeau, Québec au Canada) est un joueur professionnel canadien de hockey sur glace. Il évoluait au poste d'ailier gauche.

## Carrière de joueur
Ayant été repêché par les Canadiens de Montréal lors du repêchage d'entrée dans la LNH 2003 après avoir évolué dans la Ligue de hockey junior majeur du Québec durant trois saisons, il rejoint l'organisation des Canadiens en 2006-2007 et joue entre la Ligue américaine de hockey et l'ECHL.
En août 2008, il signe un contrat avec les Sabres de Buffalo. Deux ans plus tard, il signe un contrat de la LAH avec les Bulldogs de Hamilton puis l'année suivante, il signe avec les Sharks de Worcester. Il évolue avec cette équipe durant quatre saisons avant de jouer la saison 2015-2016 dans l'ECHL avec le Rush de Rapid City.
Il annonce sa retraite en avril 2016 et devient recruteur pour les Sharks de San José.

## Statistiques
| Saison    | Équipe                            | Ligue |    | Saison régulière | Saison régulière | Saison régulière | Saison régulière | Saison régulière |   | Séries éliminatoires | Séries éliminatoires | Séries éliminatoires | Séries éliminatoires | Séries éliminatoires |
| Saison    | Équipe                            | Ligue | PJ | B                | A                | Pts              | Pun              | PJ               | B | A                    | Pts                  | Pun                  |                      |                      |
| 2002-2003 | Rocket de Montréal                | LHJMQ | 65 | 1                | 5                | 6                | 261              | 7                | 0 | 0                    | 0                    | 12                   |                      |                      |
| 2003-2004 | Rocket de l'Île-du-Prince-Édouard | LHJMQ | 70 | 7                | 12               | 19               | 263              | 11               | 1 | 0                    | 1                    | 12                   |                      |                      |
| 2004-2005 | Rocket de l'Île-du-Prince-Édouard | LHJMQ | 70 | 11               | 11               | 22               | 234              | -                | - | -                    | -                    | -                    |                      |                      |
| 2005-2006 | Ice Dogs de Long Beach            | ECHL  | 65 | 1                | 5                | 6                | 137              | -                | - | -                    | -                    | -                    |                      |                      |
| 2006-2007 | Cyclones de Cincinnati            | ECHL  | 46 | 2                | 5                | 7                | 89               | 10               | 0 | 0                    | 0                    | 23                   |                      |                      |
| 2006-2007 | Bulldogs de Hamilton              | LAH   | 9  | 0                | 0                | 0                | 59               | -                | - | -                    | -                    | -                    |                      |                      |
| 2007-2008 | Cyclones de Cincinnati            | ECHL  | 18 | 0                | 4                | 4                | 61               | 3                | 0 | 0                    | 0                    | 0                    |                      |                      |
| 2007-2008 | Bulldogs de Hamilton              | LAH   | 6  | 1                | 0                | 1                | 5                | -                | - | -                    | -                    | -                    |                      |                      |
| 2008-2009 | Pirates de Portland               | LAH   | 46 | 0                | 6                | 6                | 122              | -                | - | -                    | -                    | -                    |                      |                      |
| 2009-2010 | Americans de Rochester            | LAH   | 57 | 4                | 2                | 6                | 187              | -                | - | -                    | -                    | -                    |                      |                      |
| 2010-2011 | Bulldogs de Hamilton              | LAH   | 77 | 1                | 2                | 3                | 180              | 15               | 1 | 2                    | 3                    | 16                   |                      |                      |
| 2011-2012 | Sharks de Worcester               | LAH   | 52 | 2                | 3                | 5                | 168              | -                | - | -                    | -                    | -                    |                      |                      |
| 2012-2013 | Sharks de Worcester               | LAH   | 23 | 1                | 0                | 1                | 81               | -                | - | -                    | -                    | -                    |                      |                      |
| 2013-2014 | Sharks de Worcester               | LAH   | 45 | 2                | 3                | 5                | 106              | -                | - | -                    | -                    | -                    |                      |                      |
| 2014-2015 | Sharks de Worcester               | LAH   | 30 | 0                | 3                | 3                | 80               | -                | - | -                    | -                    | -                    |                      |                      |
| 2015-2016 | Rush de Rapid City                | ECHL  | 46 | 1                | 4                | 5                | 73               | -                | - | -                    | -                    | -                    |                      |                      |

## Transactions en carrière
- 13 août 2008 : signe un contrat comme agent-libre avec les Sabres de Buffalo.